# Institut universitaire de technologie de Bordeaux-Montaigne
Ne doit pas être confondu avec Institut universitaire de technologie de Bordeaux.
L'Institut universitaire de technologie Bordeaux Montaigne est le premier institut universitaire de technologie du secteur tertiaire en France consacré à l'apprentissage du journalisme et des carrières sociales. Il est créé en 1967 à Bordeaux par Robert Escarpit, à la demande de  Christian Fouchet, ministre de l'Éducation nationale.
Composante de l'université Bordeaux Montaigne, l'IUT dispense des formations professionnelles dans le domaine de l'information et de la communication. Il dispose également d'un département Carrières Sociales, comprenant les options Animation Sociale et Socio-culturelle et Gestion urbaine.
À partir de la rentrée 2006, la formation bordelaise au journalisme prépare à un master professionnel qui remplace le DUT. Et la filière journalisme de l’IUT est remplacée par l’Institut de Journalisme de Bordeaux Aquitaine (IJBA).
En 2022, l'Institut universitaire de technologie de Bordeaux-Montaigne est classé premier pour la réussite par L'Étudiant.

## Historique
En 1967, à la suite d'un de ses billets quotidiens dans le journal Le Monde, Robert Escarpit est convoqué par Christian Fouchet, ministre de l'Éducation nationale. À l'issue d'un déjeuner entre les deux hommes, Christian Fouchet charge Robert Escarpit de créer un IUT à Bordeaux. Il dispose pour cela de quatre postes d'enseignants et d'un budget de 290 000 francs. Cet IUT sera le premier IUT « carrières sociales » de France.
Il travaillera pour la création de cet IUT en lien avec Pierre Christin. Ce dernier l'animera jusqu'en 1986 et y enseigne jusqu'en 2003 . À son ouverture, cet IUT B de Bordeaux (l'IUT A préexistant est rattaché à l'université bordeaux I) compte deux départements : « carrières de l'information » et « carrières sociales ».
Composante de l'université Bordeaux Montaigne, l'IUT est installé sur le campus de Gradignan en banlieue bordelaise. Puis en 2001, un nouveau bâtiment plus moderne est inauguré place Renaudel dans le quartier de l'église Sainte-Croix, dans le vieux centre de Bordeaux, à proximité de la gare Saint-Jean. Il y accueille alors le département Carrières de l’information.
En 2014, l'IUT Michel de Montaigne devient l'IUT Bordeaux Montaigne. En 2017, 199 étudiants sont inscrits à l'institut universitaire de technologie de Bordeaux-Montaigne.

### Journalisme
La filière journalisme existe à l'IUT jusqu'en 2007 (date de sortie de la dernière promotion du DUT de journalisme, étudiants rentrés en première année en 2005). À la rentrée 2006, elle est remplacée par l'Institut de journalisme Bordeaux-Aquitaine (IJBA) qui partage toujours les locaux avec l'IUT.
L'IUT a formé plus d'un millier de journalistes professionnels, parmi lesquels certains ont acquis une certaine notoriété dont : Jean-Michel Aphatie, Pierre Carles, Sophie Davant en 1985, Estelle Denis en 1996, Carole Gaessler, Louis Laforge, Yann Barthès…
Parmi son équipe enseignante, cette spécialité sur le journalisme a connu une autre personnalité notable, le philosophe et homme politique Gilbert Mury, pendant deux saisons scolaires 1968/1969 et 1969/1970,. Peu de temps après les événements de mai 1968, en 1970, Gilbert Mury, maoïste à l'époque, a été « renvoyé » enseigner dans l'enseignement secondaire, contre l'avis du conseil d'établissement de l'IUT, par décision du ministre français de l’Éducation nationale Olivier Guichard « dans l'intérêt du service »,,, ce qui provoqua une grève locale des étudiants de l’IUT le 23 novembre 1970, une grève restée sans résultat. Ces étudiants ont publié également en décembre 1970 un pamphlet sur cette décision ministérielle : Le Bâillon. Mensuel débile et pas politique pour deux sous réalisé par les étudiants grévistes de l’IUT.

## Formations
L'IUT Bordeaux Montaigne propose des formations dans le multimédia, la communication, l'information numérique, l'animation sociale et territoriale, la médiation artistique et culturelle et enfin les métiers du livre. Les diplômes délivrés dans ces domaines comprennent des bachelors universitaires de technologie (BUT), des licences et des diplômes d'université,.

## Vie étudiante

### Partenariats et projets
En octobre 2014, avec le collectif écologiste Alternatiba Gironde, soutenu par Reporterre, trois jours de manifestations sont organisés dans les locaux de l'IUT de la filière Carrière sociale du quartier de Sainte-Croix. Débats (en présence notamment d'Hervé Kempf), concerts et spectacles sont structurés sur les thèmes du changement climatique et des bouleversements environnementaux.
En 2023, à la suite d'un hackathon où le projet des étudiants de l'IUT est lauréat du prix de la solidarité, des élèves en BUT métiers du multimédia et de l’Internet (MMI) travaillent sur la série animée éducative : « Les Histoires de Wibo ». Soutenus par des professionnels, les participants élaborent des épisodes où le petit robot « Wibo » doit réagir face à des problèmes habituels d'un enfant.
Toujours en 2023, des étudiants en BUT Villes et territoires durables de l'IUT Bordeaux-Montaigne s’associent au Festival des Solidarités Festisol, avec leur association Ass’tech. Ainsi, ils participent à plusieurs animations autour de la souveraineté alimentaire .

### Syndicalisme
En 2023, le syndicat étudiant UNEF demande l'installation de toilettes non genrées dans les locaux de l'IUT Bordeaux-Montaigne,. Cette requête voit l'opposition du syndicat étudiant UNI qui réfute la terminologie de « toilettes non genrées » mais accepte la nomination de toilettes dites mixtes. Pour sa part la direction de l'université Bordeaux-Montaigne n'est pas opposée à cette nouvelle organisation : « On peut très bien avoir des toilettes genrées et des toilettes non genrées dans un établissement comme à l’université ».
Par ailleurs, l'UNEF demande aussi un remplissage régulier des distributeurs de protections hygiéniques et un accès gratuit aux imprimantes.

## Classement
En 2022 l'Institut universitaire de technologie de Bordeaux-Montaigne a été classé 42ème du classement complet réalisé par Thotis (média de référence pour l'orientation) et premier pour la réussite par L'Étudiant détrônant ainsi l’institut universitaire de technologie d'Angers-Cholet. En effet, 86,9% des étudiants inscrits en 2017 sont titulaires de leur diplôme en deux ans, alors que le taux national est de 69,1 % pour 48 000 étudiants ,.